# Андреас Стене
Андреас Стене (норв. Andreas Stene; нар. 1 березня 1991, Осло) — норвезький хокеїст, що грав на позиції центрального нападника. Грав за збірну команду Норвегії.

## Ігрова кар'єра
Вихованець клубу «Волеренга». Професійну хокейну кар'єру розпочав 2008 року.
Сезон 2010–11 Андреас відіграв за юніорську команду «Келона Рокетс» (ЗХЛ). Після повернення з Канади продовжив виступи в сладі клубу «Спарта Ворріорс» за який відіграв три сезони. Влітку 2014 Стене повернувся до рідної команди «Волеренга».
Захищав кольори професійних команд Швеції Мора ІК та «Тімро». Завершив кар'єру в 2021 році, відігравши чотири сезони за «Волеренгу».
Був гравцем юніорської та молодіжної збірної Норвегії. У складі національної збірної Норвегії відіграв 20 матчів, зокрема на найбільш успішному для себе у 2014 році двічі асистував партнерам по збірній.

## Статистика

### Клубні виступи
| Сезон          | Клуб              | Ліга           | Регулярний сезон | Регулярний сезон | Регулярний сезон | Регулярний сезон | Регулярний сезон | Плей-оф | Плей-оф | Плей-оф | Плей-оф | Плей-оф |
| Сезон          | Клуб              | Ліга           | І                | Г                | П                | О                | ШХ               | І       | Г       | П       | О       | ШХ      |
| -------------- | ----------------- | -------------- | ---------------- | ---------------- | ---------------- | ---------------- | ---------------- | ------- | ------- | ------- | ------- | ------- |
| 2007–08        | «Волеренга»       | ГЕТ-Ліга       | 0                | 0                | 0                | 0                | 0                | 4       | 0       | 0       | 0       | 2       |
| 2008–09        | «Волеренга»       | ГЕТ-Ліга       | 13               | 0                | 0                | 0                | 4                | —       | —       | —       | —       | —       |
| 2009–10        | «Волеренга»       | ГЕТ-Ліга       | 35               | 4                | 2                | 6                | 30               | 16      | 1       | 1       | 2       | 6       |
| 2011–12        | «Спарта Ворріорс» | ГЕТ-Ліга       | 44               | 11               | 10               | 21               | 116              | 7       | 0       | 1       | 1       | 8       |
| 2012–13        | «Спарта Ворріорс» | ГЕТ-Ліга       | 45               | 13               | 14               | 27               | 16               | 7       | 0       | 3       | 3       | 2       |
| 2013–14        | «Спарта Ворріорс» | ГЕТ-Ліга       | 45               | 6                | 28               | 34               | 34               | 5       | 2       | 2       | 4       | 16      |
| 2014–15        | «Волеренга»       | ГЕТ-Ліга       | 44               | 6                | 12               | 18               | 58               | 10      | 2       | 4       | 6       | 8       |
| 2015–16        | Мора ІК           | Аллсв          | 51               | 13               | 10               | 23               | 44               | 5       | 0       | 3       | 3       | 2       |
| 2016–17        | «Тімро»           | Аллсв          | 50               | 5                | 9                | 14               | 24               | 3       | 1       | 0       | 1       | 25      |
| 2017–18        | «Волеренга»       | ГЕТ-Ліга       | 21               | 2                | 5                | 7                | 10               | 5       | 0       | 1       | 1       | 25      |
| 2018–19        | «Волеренга»       | ГЕТ-Ліга       | 48               | 8                | 14               | 22               | 10               | 10      | 0       | 2       | 2       | 4       |
| 2019–20        | «Волеренга»       | ГЕТ-Ліга       | 45               | 4                | 19               | 23               | 24               | —       | —       | —       | —       | —       |
| 2020–21        | «Волеренга»       | ГЕТ-Ліга       | 25               | 1                | 3                | 4                | 40               | —       | —       | —       | —       | —       |
| ГЕТ-Ліга разом | ГЕТ-Ліга разом    | ГЕТ-Ліга разом | 383              | 60               | 112              | 172              | 368              | 66      | 6       | 14      | 20      | 71      |

### Збірна
| Рік                | Команда            | Турнір             | І  | Г | П | О | ШХ |
| ------------------ | ------------------ | ------------------ | -- | - | - | - | -- |
| 2008               | Норвегія           | ЮЧС18 D1A          | 5  | 1 | 3 | 4 | 2  |
| 2009               | Норвегія           | ЮЧС18              | 6  | 0 | 0 | 0 | 2  |
| 2009               | Норвегія           | МЧС D1             | 5  | 0 | 1 | 1 | 4  |
| 2010               | Норвегія           | МЧС D1             | 5  | 0 | 3 | 3 | 8  |
| 2011               | Норвегія           | МЧС                | 6  | 0 | 0 | 0 | 2  |
| 2014               | Норвегія           | ЧС                 | 6  | 0 | 2 | 2 | 2  |
| 2015               | Норвегія           | ЧС                 | 7  | 0 | 0 | 0 | 0  |
| 2016               | Норвегія           | ЧС                 | 7  | 0 | 0 | 0 | 2  |
| Національна збірна | Національна збірна | Національна збірна | 20 | 0 | 2 | 2 | 4  |